# Résolution 122 du Conseil de sécurité des Nations unies
Membres permanents
- Chine (Taïwan)
- États-Unis
- France
- Royaume-Uni
- URSS

Membres non permanents
- Australie
- Colombie
- Cuba
- Iraq
- Philippines
- Suède

Résolution no 121 Résolution no 123
La résolution 122 du Conseil de sécurité des Nations unies est une résolution du Conseil de sécurité des Nations unies adoptée le 24 janvier 1957.
Cette résolution, la première de l'année 1957, relative à la question Inde-Pakistan,  rappelant les résolutions 47, 51 et 91, 
- confirme la déclaration faite dans la résolution 91 et déclare que la convocation d'une Conférence nationale de l'ensemble de l'état de Jammu et Cachemire n'est pas un moyen de régler le sort dudit état,
- décide de poursuivre l'examen du différend.

La résolution a été adoptée par 10 voix pour avec 1 abstention.
L'Union des républiques socialistes soviétiques s'est abstenue.

## Texte
- Résolution 122 sur fr.wikisource.org
- Résolution 122 sur en.wikisource.org